# Gralha-selvática-oriental
Gralha-selvática-oriental (Corvus levaillantii) é uma espécie de ave da família Corvidae.
Pode ser encontrada nos seguintes países: Bangladexe, Índia, Mianmar, Nepal, Seri Lanca e Tailândia.